# 修煉
修煉一般指修心炼身。《高级汉语大词典》解释为“道教的修道、炼气、炼丹等活动”。道教贵生恶死，因而道教不但有修心的方法，还特别强调炼身的方法，强调心身并炼。“修”有整治、改正、修理之意。“炼”原指用加热等方法使物质溶化并趋于纯净或坚韧，道家用来指炼丹等活动，如通过炼内丹使人“养形炼精，积精化气，炼气合神”，“肌肉若一”，“积精全神”而使身体更坚韧、健康。“修炼”两字合用，多见于道家典籍， 如《黄帝阴符经》：“ 知之修炼，谓之圣人。”
另有人用“修练”。“练”字本义为把生丝煮熟,亦指把麻或织品煮得柔而洁白，有加工、精练、练习之意，但通常无“炼”字高温加热使物质变化之意。道家认为通过“炼”可使精神气三种物质高度合一而使人心身高度健康，“精合其神，神合其气，气合其真，不得其真，皆是强名。”（心印经）

## 其他观点
修煉，人依照高標準做一個好人，逐漸將各種繁雜和庸擾人心的執著放下、看淡，使心境達到純淨無為，並受到佛法、道法等法理的加持，從人昇華成高層生命的過程，即為修煉。
以上對於「修煉」的解釋只是某一境界層次中的解釋，修煉者隨著境界的提高，對「修煉」內涵的認識還會有所昇華。

## 人的修煉
道教的許多神仙是由人類修煉而成的，是介於人和神之間的存在。修煉成仙的過程其實有很多種，像是服用仙丹而升天（像是嫦娥），或是立下功德（比如八仙）等等。
在韓國和日本等東亞文化圈和印度等南亞文化圈裡，也有許多關於「成仙」的故事。

## 物的修煉
人類以外的生物和無機物也會進行多年修煉，得到法力、人智或化身成和人類完全相似的外貌。像這種情況向來被稱為「成精」，而「妖」是常見稱呼，只有少數被稱為「仙」。
歷來修煉界認為只有人類才能修煉，物類沒有人類秉性（尤其是畜生道眾），應再靜候下次輪迴轉生為人類才能修煉，因此非人之物得靈氣與修成人形是逆天而行，倘若修成必定成「魔」，禍害人類。故而物類修煉後往往被壓迫，不是被道士法師捉拿，就是仙佛菩薩要其走入正途，幾乎不被正道和人類所容。不過亦有例外，像龍王的蝦兵蟹將，及那些受指點而成為靈獸者，往往會被人們與正道認同而不被排除。
此外氣功修煉界中有「千年不得正法，不學一日野狐禪」之說，故而有些功派明言：物類修成的能量與功力、與其所傳的一套修行方法，也會被視為邪功，學此功者也會為其所害。

## 相關
- 道教
- 道家
- 長生不老
- 偽科學迷信